# 金龙寺 (沧源)
金龙寺是云南省临沧市沧源佤族自治县的一座上座部佛教缅寺，位于勐角傣族彝族拉祜族乡境内。金龙寺始建于公元1380年（傣历742年），文化大革命时期被毁，1980年重建，1988年11.6大地震中，大殿遭到严重破坏，2001年重建佛寺大殿。2015年新建大门，重建龙塔古井。寺院占地面积20亩，有佛殿2座、白塔1座，是沧源县的中心佛寺之一。

## 图集

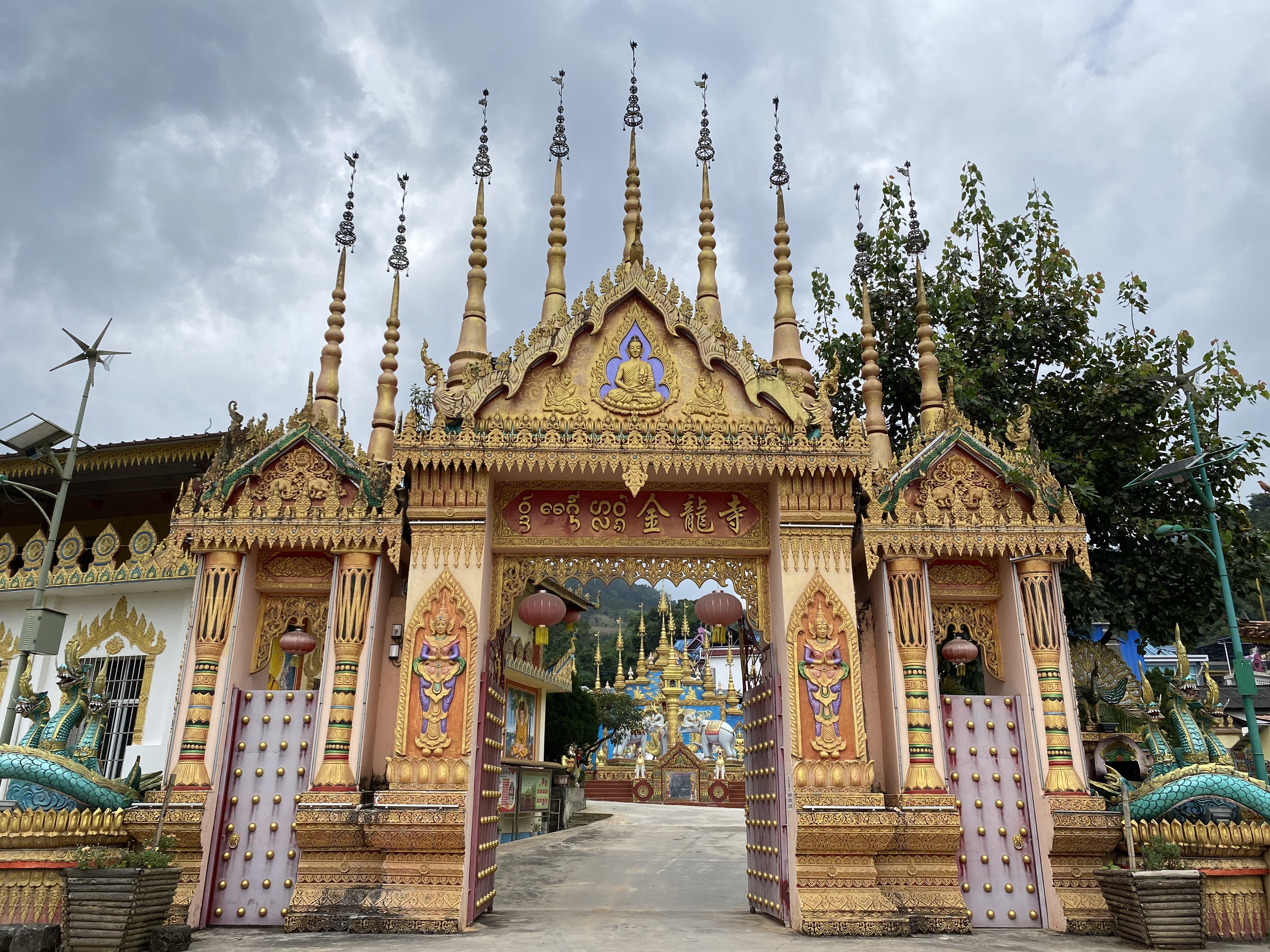
大门
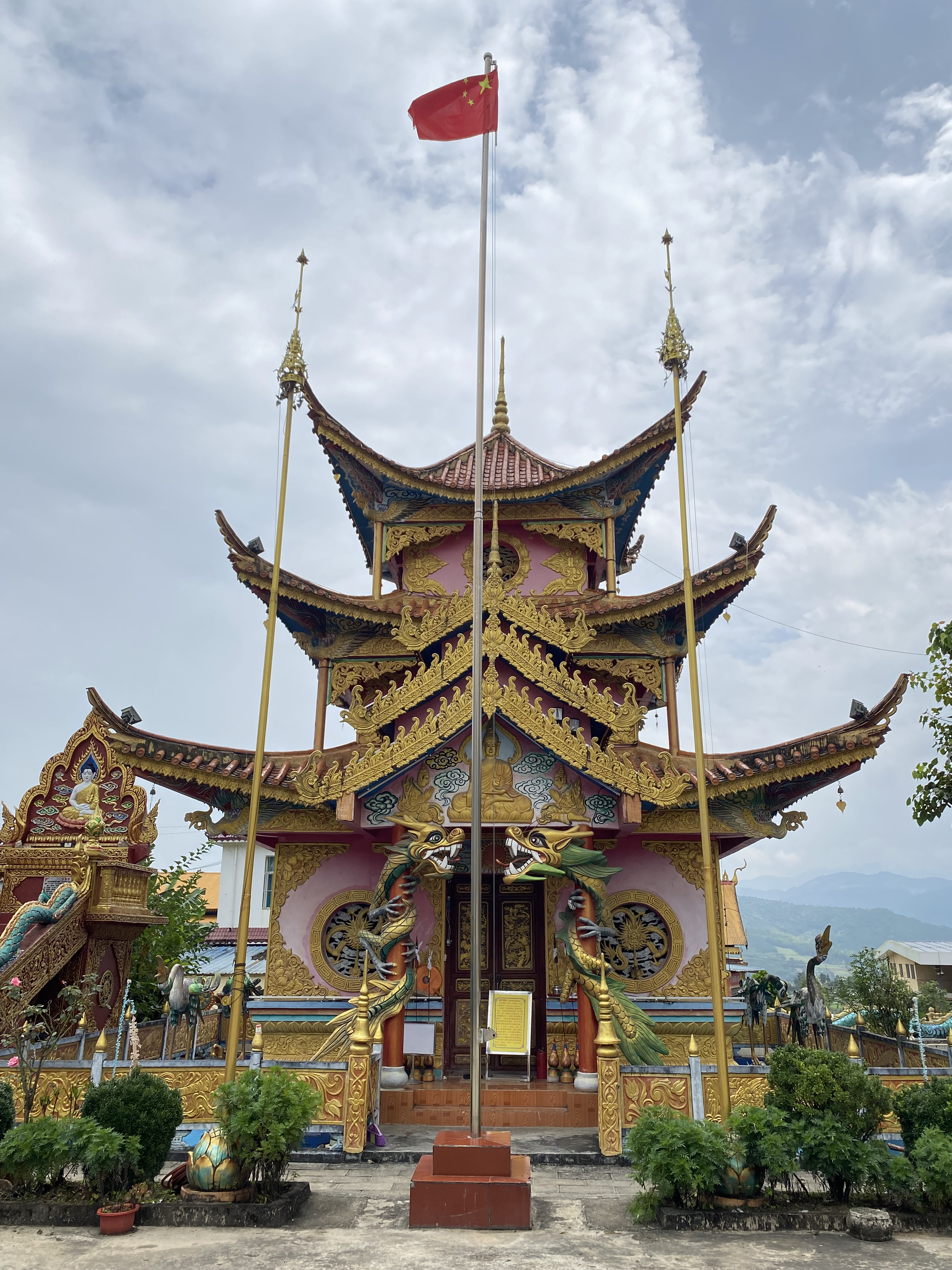
戒堂
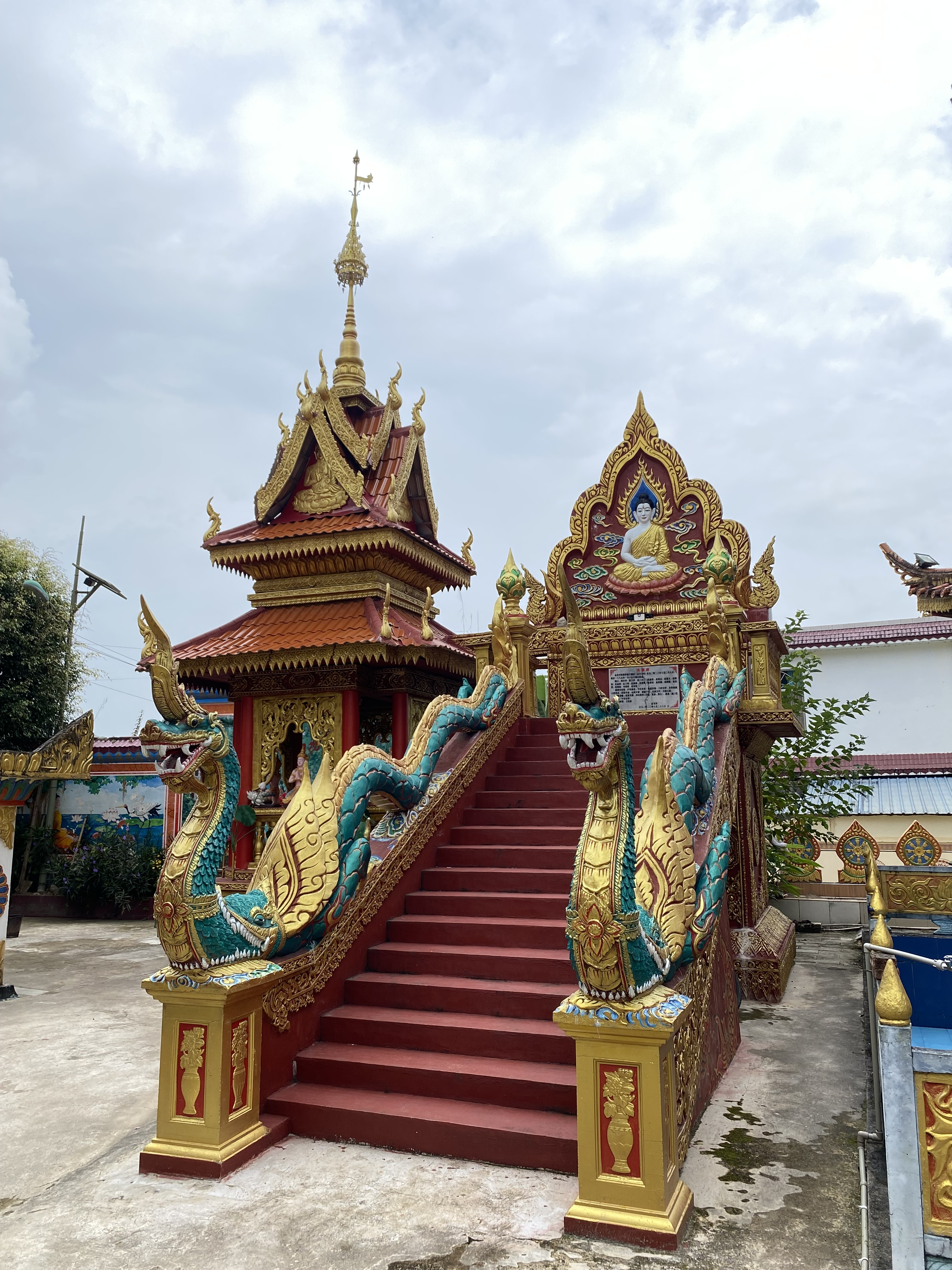
浴佛台
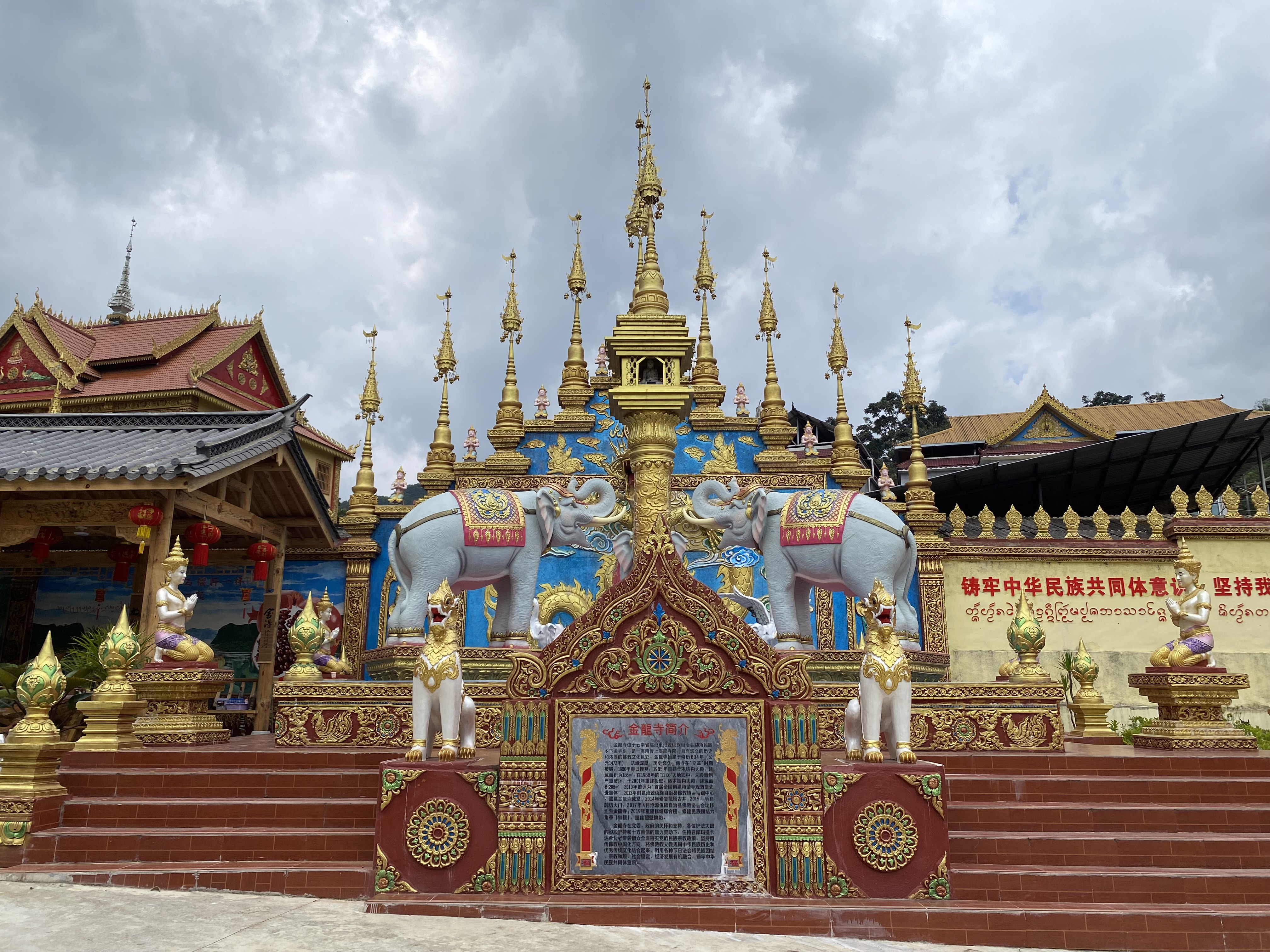
龙塔古井
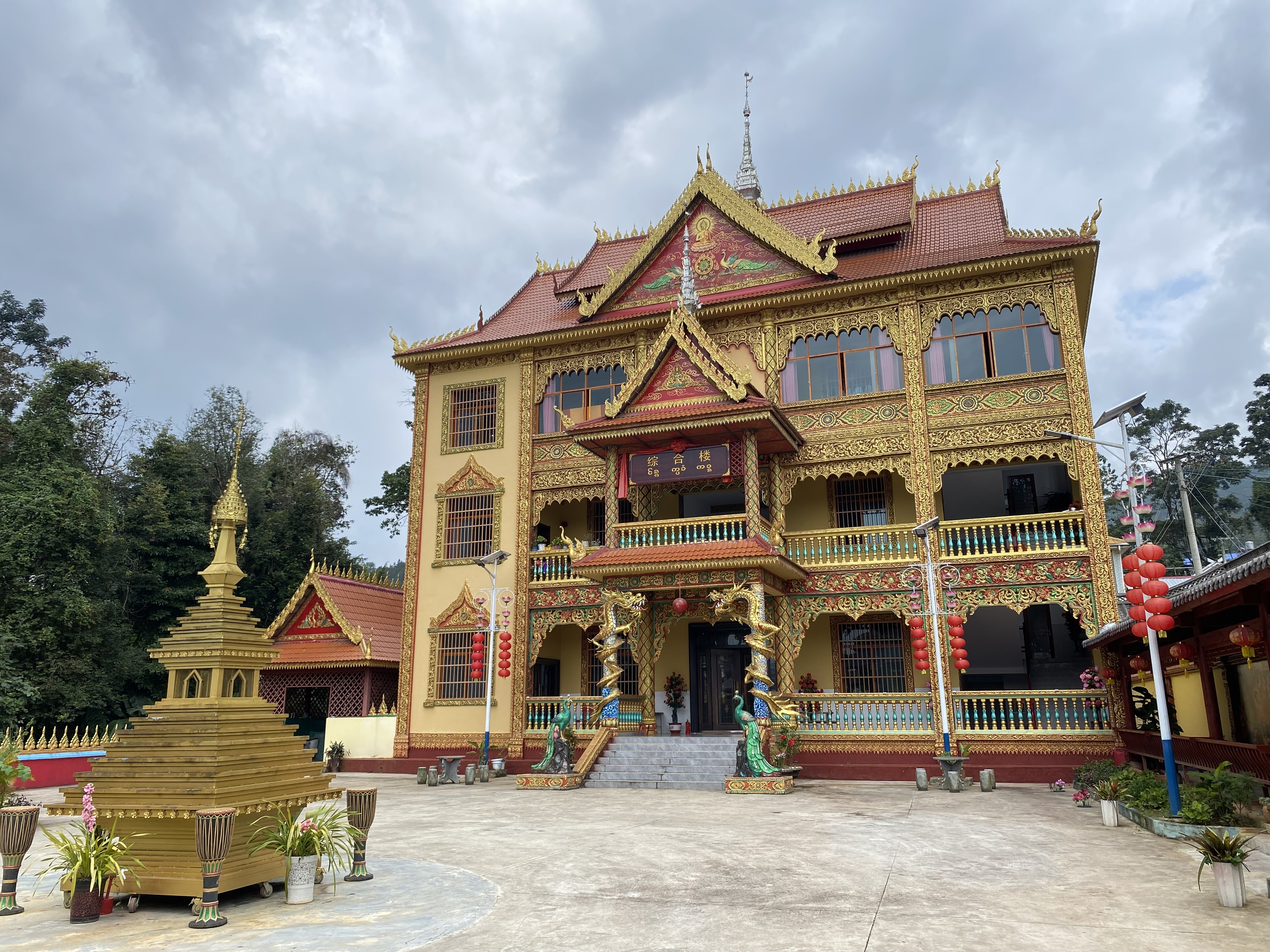
综合楼

## 资料来源
1. ↑  . fo.ifeng.com. 凤凰佛教. 2016-02-16  [2018-01-06]. （原始内容存档于2018-01-07）.